# 상호저축은행중앙회
상호저축은행중앙회(相互貯蓄銀行中央會, Korea Federation of Savings Bank)는 저축은행의 건전한 발전을 도모하고 거래자 보호를 위하여 설립된 무자본 특수법인이다. 서울특별시 마포구 마포대로 163(공덕동 168)에 위치하고 있다.

## 설립 근거
- 상호저축은행법 제25조[1]

## 주요 업무
- 저축은행의 발전지원
- 저축은행으로서의 금융업무
- 중앙전산센터로서의 전산업무
- 중앙관리기구로서의 공적기능 수행

## 연혁
- 1973년 9월 상호신용금고법 제25조에 의거 상호신용금고협회 설립
- 1975년 7월 상호신용금고연합회로 명칭 변경. 정부권한 위탁기관 지정
- 1977년 1월 예금지급 보장을 위한 상호신용보장기금 업무 개시
- 1980년 3월 상호신용금고에 대한 검사 업무 수임
- 1983년 5월 상호신용보장기금 업무를 신용관리기금으로 이관
- 1983년 12월 상호신용금고연합회 사옥 마련(서울특별시 종로구 도렴동 60)
- 1984년 1월 상호신용금고에 대한 검사 업무를 은행감독원으로 일원화
- 1998년 4월 상호신용금고 지급준비예탁금 관리업무 및 중앙금고 기능 수행
- 1999년 8월 상호신용금고 공동전산센터 설치 및 통합금융정보시스템 개통
- 2002년 2월 금융결제원 가입 및 업무 개시
- 2002년 3월 상호저축은행중앙회로 명칭 변경
- 2005년 7월 저축은행에서 4대 공과금(전기료, 전화료, 국민연금, 건강보험료) 수납 업무 개시
- 2008년 3월 체크카드 발급 업무 및 자기앞수표 발행 업무 개시
- 2008년 5월 WSBI(세계저축은행협회) 정회원 가입
- 2017년 12월 서울특별시 마포구 공덕동으로 사옥 이전

## 조직
- 감사
  - 감사실

### 상호저축은행중앙회장
- 공보팀

#### 전무이사
- 홍보팀

##### 기획관리본부
- 기획부
- 총무부
- 인재개발부
- 원스톱팀

##### 경영지원본부
- 영업지원부
- 경영분석팀
- 소비자보호부
- 법규실
- 전략사업부

##### 금융본부
- 금융업무부
- 금융사업팀
- 자금운용부

##### IT본부
- IT지원기획부
- E·비즈니스사업팀
- 정보보호팀
- IT운영부
- 시스템운영부
- 차세대추진부
- 차세대개발1팀
- 차세대개발2팀